# Division Ouest de la Ligue nationale
La division Ouest de la Ligue nationale est l'une des 3 divisions de la Ligue nationale de baseball et l'une des 6 divisions de la Ligue majeure de baseball.
Elle est créée en 1969 en même temps que la division Est de la Ligue nationale. Avant cette date, la Ligue nationale comptait 10 équipes, sans divisions.
Composée de cinq équipes depuis la saison 1998, la division Ouest en compte six de sa création en 1969 à 1992, sept en 1993, et quatre de 1994 à 1997. Les cinq clubs actuels qui la composent sont situés dans le Sud-Ouest des États-Unis et sont répartis sur deux fuseaux horaires : heure du Pacifique et heure des Rocheuses. Auparavant, les villes représentées dans la division Ouest s'étalaient sur 4 fuseaux horaires (les deux mentionnés, ainsi que l'heure du Centre et l'heure de l'Est), le club le plus oriental étant pourtant situé dans le Sud-Est des États-Unis (Atlanta), une dernière incongruité corrigée par le passage des Braves d'Atlanta à la division Est en 1994. L'expansion de la Ligue majeure de baseball qui amène une franchise au Colorado en 1993 permet de corriger ce problème, dont la résolution était attendue depuis longtemps par Atlanta.
Les champions actuels de la division Ouest de la Ligue nationale sont les Dodgers de Los Angeles, qui ont terminé au premier rang lors de la saison 2024.

## Équipes

### Équipes actuelles
- Diamondbacks de l'Arizona : depuis leur entrée dans la MLB en 1998.
- Dodgers de Los Angeles : depuis 1969.
- Giants de San Francisco : depuis 1969.
- Padres de San Diego : depuis 1969.
- Rockies du Colorado : depuis leur entrée dans la MLB en 1993.

### Anciennes équipes
- Astros de Houston : de 1969 à 1993, avant de passer à la division Centrale de la Ligue nationale en 1994, puis à la Ligue américaine en 2013.
- Braves d'Atlanta : de 1969 à 1993, avant de passer à la division Est de la Ligue nationale en 1994.
- Reds de Cincinnati : de 1969 à 1993, avant de passer à la division Centrale de la Ligue nationale en 1994.

## Champions de division
La liste des champions de la division Ouest de la Ligue nationale :
| Saison | Franchise | Bilan | % | Résultats en playoffs |
| ------ | --- | --- | --- | --- |
| 1969   | Braves d'Atlanta                                                                                              | 93-69 | .574 | Défaite - NLCS (Mets) 3-0                                                                                                  |
| 1970   | Reds de Cincinnati                                                                                            | 102-60 | .630 | Victoire - NLCS (Pirates) 3-0 Défaite - World Series (Orioles) 4-1                                                         |
| 1971   | Giants de San Francisco                                                                                       | 90-72 | .556 | Défaite - NLCS (Pirates) 3-1                                                                                               |
| 1972   | Reds de Cincinnati                                                                                            | 95-59 | .617 | Victoire - NLCS (Pirates) 3-2 Défaite - World Series (Athletics) 4-3                                                       |
| 1973   | Reds de Cincinnati                                                                                            | 99-63 | .611 | Défaite - NLCS (Mets) 3-2                                                                                                  |
| 1974   | Dodgers de Los Angeles                                                                                        | 102-60 | .630 | Victoire - NLCS (Pirates) 3-1 Défaite - World Series (Athletics) 4-1                                                       |
| 1975   | Reds de Cincinnati                                                                                            | 108-54 | 667 | Victoire - NLCS (Pirates) 3-0 Victoire - World Series (Red Sox) 4-3                                                        |
| 1976   | Reds de Cincinnati                                                                                            | 102-60 | .630 | Victoire - NLCS (Phillies) 3-0 Victoire - World Series (Yankees) 4-0                                                       |
| 1977   | Dodgers de Los Angeles                                                                                        | 98-64 | .605 | Victoire - NLCS (Phillies) 3-1 Défaite - World Series (Yankees) 4-2                                                        |
| 1978   | Dodgers de Los Angeles                                                                                        | 95-67 | .586 | Victoire - NLCS (Phillies) 3-1 Défaite - World Series (Yankees) 4-2                                                        |
| 1979   | Reds de Cincinnati                                                                                            | 90-71 | .559 | Défaite - NLCS (Pirates) 3-0                                                                                               |
| 1980   | Astros de Houston                                                                                             | 93-70 | .571 | Défaite - NLCS (Phillies) 3-2                                                                                              |
| 1981   | Dodgers de Los Angeles                                                                                        | 63-47 | .573 | Victoire - NLDS (Astros) 3-2 Victoire - NLCS (Expos) 3-2 Victoire - World Series (Yankees) 4-2                             |
| 1982   | Braves d'Atlanta                                                                                              | 89-73 | .549 | Défaite - NLCS (Cardinals) 3-0                                                                                             |
| 1983   | Dodgers de Los Angeles                                                                                        | 91-71 | .562 | Défaite - NLCS (Phillies) 3-1                                                                                              |
| 1984   | Padres de San Diego                                                                                           | 92-70 | .568 | Victoire - NLCS (Cubs) 3-2 Défaite - World Series (Tigers) 4-1                                                             |
| 1985   | Dodgers de Los Angeles                                                                                        | 95-67 | .586 | Défaite - NLCS (Cardinals) 4-2                                                                                             |
| 1986   | Astros de Houston (2)                                                                                         | 96-66 | .593 | Défaite - NLCS (Mets) 4-2                                                                                                  |
| 1987   | Giants de San Francisco                                                                                       | 90-72 | .556 | Défaite - NLCS (Cardinals) 4-3                                                                                             |
| 1988   | Dodgers de Los Angeles                                                                                        | 94-67 | .584 | Victoire - NLCS (Mets) 4-3 Victoire - World Series (Athletics) 4-1                                                         |
| 1989   | Giants de San Francisco                                                                                       | 92-70 | .568 | Victoire - NLCS (Cubs) 4-1 Défaite - World Series (Athletics) 4-0                                                          |
| 1990   | Reds de Cincinnati (7)                                                                                        | 91-71 | .562 | Victoire - NLCS (Pirates) 4-2 Victoire - World Series (Athletics) 4-0                                                      |
| 1991   | Braves d'Atlanta                                                                                              | 94-68 | .580 | Victoire - NLCS (Pirates) 4-3 Défaite - World Series (Twins) 4-3                                                           |
| 1992   | Braves d'Atlanta                                                                                              | 98-64 | .605 | Victoire - NLCS (Pirates) 4-3 Défaite - World Series (Blue Jays) 4-2                                                       |
| 1993   | Braves d'Atlanta (5)                                                                                          | 104-58 | .642 | Défaite - NLCS (Phillies) 4-2                                                                                              |
| 1994   | Aucun champion officiel à cause de la grève des joueurs. Les Dodgers de Los Angeles (58-56) étaient premiers. | Aucun champion officiel à cause de la grève des joueurs. Les Dodgers de Los Angeles (58-56) étaient premiers. | Aucun champion officiel à cause de la grève des joueurs. Les Dodgers de Los Angeles (58-56) étaient premiers. | Aucun champion officiel à cause de la grève des joueurs. Les Dodgers de Los Angeles (58-56) étaient premiers.              |
| 1995   | Dodgers de Los Angeles                                                                                        | 78-66 | .542 | Défaite - NLDS (Reds) 3-0                                                                                                  |
| 1996   | Padres de San Diego                                                                                           | 91-71 | .562 | Défaite - NLDS (Cardinals) 3-0                                                                                             |
| 1997   | Giants de San Francisco                                                                                       | 90-72 | .556 | Défaite - NLDS (Marlins) 3-0                                                                                               |
| 1998   | Padres de San Diego                                                                                           | 98-64 | .605 | Victoire - NLDS (Astros) 3-1 Victoire - NLCS (Braves) 4-2 Défaite - World Series (Yankees) 4-0                             |
| 1999   | Diamondbacks de l'Arizona                                                                                     | 100-62 | .617 | Défaite - NLDS (Mets) 3-1                                                                                                  |
| 2000   | Giants de San Francisco                                                                                       | 97-65 | .599 | Défaite - NLDS (Mets) 3-1                                                                                                  |
| 2001   | Diamondbacks de l'Arizona                                                                                     | 92-70 | .568 | Victoire - NLDS (Cardinals) 3-2 Victoire - NLCS (Braves) 4-1 Victoire - World Series (Yankees) 4-3                         |
| 2002   | Diamondbacks de l'Arizona                                                                                     | 98-64 | .605 | Défaite - NLDS (Cardinals) 3-0                                                                                             |
| 2003   | Giants de San Francisco                                                                                       | 100-61 | .621 | Défaite - NLDS (Marlins) 3-1                                                                                               |
| 2004   | Dodgers de Los Angeles                                                                                        | 93-69 | .574 | Défaite - NLDS (Cardinals) 3-1                                                                                             |
| 2005   | Padres de San Diego                                                                                           | 82-80 | .506 | Défaite - NLDS (Cardinals) 3-0                                                                                             |
| 2006   | Padres de San Diego (6)                                                                                       | 88-74 | .543 | Défaite - NLDS (Cardinals) 3-1                                                                                             |
| 2007   | Diamondbacks de l'Arizona                                                                                     | 90-72 | .556 | Victoire - NLDS (Cubs) 3-0 Défaite - NLCS (Rockies) 4-0                                                                    |
| 2008   | Dodgers de Los Angeles                                                                                        | 84-78 | .519 | Victoire - NLDS (Cubs) 3-0 Défaite - NLCS (Phillies) 4-1                                                                   |
| 2009   | Dodgers de Los Angeles                                                                                        | 95-67 | .586 | Victoire - NLDS (Cardinals) 3-0 Défaite - NLCS (Phillies) 4-1                                                              |
| 2010   | Giants de San Francisco                                                                                       | 92-70 | .568 | Victoire - NLDS (Braves) 3-1 Victoire - NLCS (Phillies) 4-2 Victoire - World Series (Rangers) 4-1                          |
| 2011   | Diamondbacks de l'Arizona (5)                                                                                 | 94-68 | .580 | Défaite - NLDS (Brewers) 3-2                                                                                               |
| 2012   | Giants de San Francisco                                                                                       | 94-68 | .580 | Victoire - NLDS (Reds) 3-2 Victoire - NLCS (Cardinals) 4-3 Victoire - World Series (Tigers) 4-0                            |
| 2013   | Dodgers de Los Angeles                                                                                        | 92-70 | .568 | Victoire - NLDS (Braves) 3-1 Défaite - NLCS (Cardinals) 4-2                                                                |
| 2014   | Dodgers de Los Angeles                                                                                        | 94-68 | .580 | Défaite - NLDS (Cardinals) 3-1                                                                                             |
| 2015   | Dodgers de Los Angeles                                                                                        | 92-70 | .568 | Défaite - NLDS (Mets) 3-2                                                                                                  |
| 2016   | Dodgers de Los Angeles                                                                                        | 91-71 | .562 | Victoire - NLDS (Nationals) 3-2 Défaite - NLCS (Cubs) 4-2                                                                  |
| 2017   | Dodgers de Los Angeles                                                                                        | 104-58 | .642 | Victoire - NLDS (Diamondbacks) 3-0 Victoire - NLCS (Cubs) 4-2 Défaite - World Series (Astros) 4-3                          |
| 2018   | Dodgers de Los Angeles                                                                                        | 92-71 | .564 | Victoire - NLDS (Braves) 3-1 Victoire - NLCS (Brewers) 4-3 Défaite - World Series (red Sox) 4-1                            |
| 2019   | Dodgers de Los Angeles                                                                                        | 106-56 | .654 | Défaite - NLDS (Nationals) 3-2                                                                                             |
| 2020   | Dodgers de Los Angeles                                                                                        | 43-17 | .716 | Victoire - NLWC (Brewers) 2-0 Victoire - NLDS (Padres) 3-0 Victoire - NLCS (Braves) 4-3 Victoire - World Series (Rays) 4-2 |
| 2021   | Giants de San Francisco (9)                                                                                   | 107-55 | .660 | Défaite - NLDS (Dodgers) 3-2                                                                                               |
| 2022   | Dodgers de Los Angeles                                                                                        | 111-51 | .685 | Défaite - NLDS (Padres) 3-1                                                                                                |
| 2023   | Dodgers de Los Angeles                                                                                        | 100-62 | .617 | Défaite - NLDS (Diamonbacks) 3-0                                                                                           |
| 2024   | Dodgers de Los Angeles (22)                                                                                   | 98-64 | .605 | Victoire - NLDS (Padres) 3-2 Victoire - NLCS (Mets) 4-2 Victoire - World Series (Yankees) 4-1                              |

## Qualifiés en Wild Card
Depuis 1995, un club ne terminant pas au premier rang de sa division peut se qualifier pour les séries éliminatoires comme meilleur deuxième s'il a la meilleure fiche victoires-défaites des équipes de deuxièmes places de sa ligue (divisions Est, Centrale et Ouest). Dans chaque ligue depuis la saison 2012, les deux clubs avec la meilleure fiche parmi ceux ne terminant pas en première place de leur division sont qualifiés en éliminatoires. Depuis la saison 2022, les séries éliminatoires sont étendues à trois wild card par ligue au lieu de deux.
| Saison | Franchise                 | Bilan  | %    | GB  | Résultats en playoffs |
| ------ | ------------------------- | ------ | ---- | --- | --- |
| 1995   | Rockies du Colorado       | 77-67  | .535 | 1   | Défaite - NLDS (Braves) 3-1 |
| 1996   | Dodgers de Los Angeles    | 90-72  | .556 | 1   | Défaite - NLDS (Braves) 3-0 |
| 2002   | Giants de San Francisco   | 95-66  | .590 | 2.5 | Victoire - NLDS (Braves) 3-2 Victoire - NLCS (Cardinals) 4-1 Défaite - World Series (Angels) 4-3                                |
| 2006   | Dodgers de Los Angeles    | 88-74  | .543 | 0   | Défaite - NLDS (Mets) 3-0 |
| 2007   | Rockies du Colorado       | 90-73  | .552 | 0.5 | Victoire - NLDS (Phillies) 3-0 Victoire - NLCS (Diamondbacks) 4-0 Défaite - World Series (Red Sox) 4-0                          |
| 2009   | Rockies du Colorado       | 92-70  | .568 | 3   | Défaite - NLDS (Phillies) 3-1                                                                                                   |
| 2014   | Giants de San Francisco   | 88-74  | .543 | 6   | Victoire - NLWC (Pirates) Victoire - NLDS (Nationals) 3-1 Victoire - NLCS (Cardinals) 4-1 Victoire - World Series (Royals) 4-3  |
| 2016   | Giants de San Francisco   | 87-75  | .537 | 4   | Victoire - NLWC (Mets) Défaite - NLDS (Cubs) 3-1                                                                                |
| 2017   | Diamondbacks de l'Arizona | 93-69  | .574 | 11  | Victoire - NLWC (Rockies) Défaite - NLDS (Dodgers) 3-0                                                                          |
| 2017   | Rockies du Colorado       | 87-75  | .537 | 17  | Défaite - NLWC (Diamondbacks)                                                                                                   |
| 2018   | Rockies du Colorado       | 91-72  | .558 | 1   | Victoire - NLWC (Cubs) Défaite - NLDS (Brewers) 3-0                                                                             |
| 2020   | Padres de San Diego       | 37-23  | .617 | 6   | Victoire - NLWC (Cardinals) 2-1 Défaite - NLDS (Dodgers) 3-0                                                                    |
| 2021   | Dodgers de Los Angeles    | 106-56 | .654 | 1   | Victoire - NLWC (Cardinals) Victoire - NLDS (Giants) 3-2 Défaite - NLCS (Braves) 4-2                                            |
| 2022   | Padres de San Diego       | 89-73  | .549 | 22  | Victoire - NLWC (Mets) 2-1 Victoire - NLDS (Dodgers) 3-1 Défaite - NLCS (Phillies) 4-1                                          |
| 2023   | Diamondbacks de l'Arizona | 84-78  | .519 | 16  | Victoire - NLWC (Brewers) 2-0 Victoire - NLDS (Dodgers) 3-1 Victoire - NLCS (Phillies) 4-3 Défaite - World Series (Rangers) 4-3 |
| 2024   | Padres de San Diego       | 93-69  | .574 | 5   | Défaite - NLDS (Dodgers) 3-2 |

## Résultats par équipes
Tableau mis à jour après la saison 2023.
| Franchise                 | Titres | Dernier titre | Années | Wild Card |
| ------------------------- | ------ | ------------- | --- | --------- |
| Dodgers de Los Angeles    | 22     | 2024          | 1974, 1977, 1978, 1981, 1983, 1985, 1988, 1995, 2004, 2008, 2009, 2013, 2014, 2015, 2016, 2017, 2018, 2019, 2020, 2022, 2023, 2024 | 3         |
| Giants de San Francisco   | 9      | 2021          | 1971, 1987, 1989, 1997, 2000, 2003, 2010, 2012, 2021                                                                               | 3         |
| Reds de Cincinnati        | 7      | 1990          | 1970, 1972, 1973, 1975, 1976, 1979, 1990                                                                                           | —         |
| Diamondbacks de l'Arizona | 5      | 2011          | 1999, 2001, 2002, 2007, 2011 | 1         |
| Padres de San Diego       | 5      | 2006          | 1984, 1996, 1998, 2005, 2006 | 1         |
| Braves d'Atlanta          | 5      | 1993          | 1969, 1982, 1991, 1992, 1993 | —         |
| Astros de Houston         | 2      | 1986          | 1980, 1986 | —         |
| Rockies du Colorado       | 0      | —             | — | 3         |

- en italique : Ancien membres de la divsion

## Résultats saison par saison
Légende :
- Vainqueur des World Series
- Finaliste des World Series
- Qualifié pour les séries éliminatoires
- (x) : Classement (seed) dans la conférence en fin de saison régulière

| Saison | Bilan des équipes          | Bilan des équipes         | Bilan des équipes     | Bilan des équipes     | Bilan des équipes     | Bilan des équipes      | Bilan des équipes  |  |
| --- | -------------------------- | ------------------------- | --------------------- | --------------------- | --------------------- | ---------------------- | ------------------ |  |
| Saison | 1er                        | 2e                        | 3e                    | 4e                    | 5e                    | 6e                     | 7e                 |  |
| 1969 | Atlanta (93-69)            | San Francisco (90-72)     | Cincinnati (89-73)    | LA Dodgers (85-77)    | Houston (81-81)       | San Diego (52-110)     |                    |  |
| 1970 | Cincinnati (102-60)        | LA Dodgers (87-74)        | San Francisco (86-76) | Houston (79-83)       | Atlanta (76-86)       | San Diego (63-99)      |                    |  |
| 1971 | San Francisco (90-72)      | LA Dodgers (89-73)        | Atlanta (82-80)       | Cincinnati (79-83)    | Houston (79-83)       | San Diego (61-100)     |                    |  |
| 1972 | Cincinnati (95-59)         | LA Dodgers (85-70)        | Houston (84-69)       | Atlanta (70-84)       | San Francisco (69-86) | San Diego (58-95)      |                    |  |
| 1973 | Cincinnati (99-63)         | LA Dodgers (95-66)        | San Francisco (88-74) | Houston (82-80)       | Atlanta (76-85)       | San Diego (60-102)     |                    |  |
| 1974 | LA Dodgers (102-60)        | Cincinnati (98-64)        | Atlanta (88-74)       | Houston (81-81)       | San Francisco (72-90) | San Diego (60-102)     |                    |  |
| 1975 | Cincinnati (108-54)        | LA Dodgers (88-74)        | San Francisco (80-81) | San Diego (71-91)     | Atlanta (67-94)       | Houston (64-97)        |                    |  |
| 1976 | Cincinnati (102-60)        | LA Dodgers (92-70)        | Houston (80-82)       | San Francisco (74-88) | San Diego (73-89)     | Atlanta (70-92)        |                    |  |
| 1977 | LA Dodgers (98-64)         | Cincinnati (88-74)        | Houston (81-81)       | San Francisco (75-87) | San Diego (69-93)     | Atlanta (61-101)       |                    |  |
| 1978 | LA Dodgers (95-67)         | Cincinnati (92-69)        | San Francisco (89-73) | San Diego (84-78)     | Houston (74-88)       | Atlanta (69-93)        |                    |  |
| 1979 | Cincinnati (90-71)         | Houston (89-73)           | LA Dodgers (79-83)    | San Francisco (71-91) | San Diego (68-93)     | Atlanta (66-94)        |                    |  |
| 1980 | Houston (93-70)            | LA Dodgers (92-71)        | Cincinnati (89-73)    | Atlanta (81-80)       | San Francisco (75-86) | San Diego (73-89)      |                    |  |
| 1981 | Cincinnati (66-42)         | LA Dodgers (63-47)        | Houston (61-49)       | San Francisco (56-55) | Atlanta (50-56)       | San Diego (41-69)      |                    |  |
| 1982 | Atlanta (89-73)            | LA Dodgers (88-74)        | San Francisco (87-75) | San Diego (81-81)     | Houston (77-85)       | Cincinnati (61-101)    |                    |  |
| 1983 | LA Dodgers (91-71)         | Atlanta (88-74)           | Houston (85-77)       | San Diego (81-81)     | San Francisco (79-83) | Cincinnati (74-88)     |                    |  |
| 1984 | San Diego (92-70)          | Atlanta (80-82)           | Houston (80-82)       | LA Dodgers (79-83)    | Cincinnati (70-92)    | San Francisco (66-96)  |                    |  |
| 1985 | LA Dodgers (95-67)         | Cincinnati (89-72)        | Houston (83-79)       | San Diego (83-79)     | Atlanta (66-96)       | San Francisco (62-100) |                    |  |
| 1986 | Houston (96-66)            | Cincinnati (86-76)        | San Francisco (83-79) | San Diego (74-88)     | LA Dodgers (73-89)    | Atlanta (72-89)        |                    |  |
| 1987 | San Francisco (90-72)      | Cincinnati (84-78)        | Houston (76-86)       | LA Dodgers (73-89)    | Atlanta (69-92)       | San Diego (65-97)      |                    |  |
| 1988 | LA Dodgers (94-67)         | Cincinnati (87-74)        | San Diego (83-78)     | San Francisco (83-79) | Houston (82-80)       | Atlanta (54-106)       |                    |  |
| 1989 | San Francisco (92-70)      | San Diego (89-73)         | Houston (86-76)       | LA Dodgers (77-83)    | Cincinnati (75-87)    | Atlanta (63-97)        |                    |  |
| 1990 | Cincinnati (91-71)         | LA Dodgers (86-76)        | San Francisco (85-77) | Houston (75-87)       | San Diego (75-87)     | Atlanta (65-97)        |                    |  |
| 1991 | Atlanta (94-68)            | LA Dodgers (83-69)        | San Diego (84-78)     | San Francisco (75-87) | Cincinnati (74-88)    | Houston (65-97)        |                    |  |
| 1992 | Atlanta (98-64)            | Cincinnati (90-72)        | San Diego (82-80)     | Houston (81-81)       | San Francisco (72-90) | LA Dodgers (63-99)     |                    |  |
| 1993 : Les Rockies du Colorado arrivent dans la division en tant qu'équipe d'expansion. |                            |                           |                       |                       |                       |                        |                    |  |
| 1993 | Atlanta (104-58)           | San Francisco (103-59)    | Houston (85-77)       | LA Dodgers (81-81)    | Cincinnati (73-89)    | Colorado (67-95)       | San Diego (61-101) |  |
| 1994 : Les Reds de Cincinnati et les Astros de Houston rejoignent la division NL Central. Les Braves d'Atlanta rejoignent la division NL East. En raison de la grève des joueurs, la saison est annulée. Les séries éliminatoires ainsi que les séries mondiales sont annulées. |                            |                           |                       |                       |                       |                        |                    |  |
| 1994 | LA Dodgers (58-56)         | San Francisco (55-60)     | Colorado (53-64)      | San Diego (47-70)     |                       |                        |                    |  |
| 1995 | (3) LA Dodgers (78-66)     | (4) Colorado (77-67)      | San Diego (70-74)     | San Francisco (67-77) |                       |                        |                    |  |
| 1996 | (2) San Diego (91-71)      | (4) LA Dodgers (90-72)    | Colorado (83-79)      | San Francisco (68-94) |                       |                        |                    |  |
| 1997 | (2) San Francisco (90-72)  | LA Dodgers (88-74)        | Colorado (83-79)      | San Diego (76-86)     |                       |                        |                    |  |
| 1998 : Les Diamondbacks de l'Arizona arrivent dans la division en tant qu'équipe d'expansion. |                            |                           |                       |                       |                       |                        |                    |  |
| 1998 | (3) San Diego (98-64)      | San Francisco (89-84)     | LA Dodgers (83-79)    | Colorado (77-85)      | Arizona (65-97)       |                        |                    |  |
| 1999 | (2) Arizona (100-62)       | San Francisco (86-76)     | LA Dodgers (77-85)    | Colorado (74-88)      | San Diego (72-90)     |                        |                    |  |
| 2000 | (1) San Francisco (97-65)  | LA Dodgers (86-76)        | Arizona (85-77)       | San Diego (82-80)     | Colorado (76-86)      |                        |                    |  |
| 2001 | (1) Arizona (92-70)        | San Francisco (90-72)     | LA Dodgers (86-76)    | San Diego (79-83)     | Colorado (73-89)      |                        |                    |  |
| 2002 | (2) Arizona (98-64)        | (4) San Francisco (95-66) | LA Dodgers (92-70)    | Colorado (73-89)      | San Diego (66-96)     |                        |                    |  |
| 2003 | (2) San Francisco (100-61) | LA Dodgers (85-77)        | Arizona (84-78)       | Colorado (74-88)      | San Diego (64-98)     |                        |                    |  |
| 2004 | (3) LA Dodgers (93-69)     | San Francisco (91-71)     | San Diego (87-75)     | Colorado (68-94)      | Arizona (51-111)      |                        |                    |  |
| 2005 | (3) San Diego (82-80)      | Arizona (77-85)           | San Francisco (75-87) | LA Dodgers (71-91)    | Colorado (67-95)      |                        |                    |  |
| 2006 | (2) San Diego (88-74)      | (4) LA Dodgers (88-74)    | San Francisco (76-85) | Arizona (76-86)       | Colorado (76-86)      |                        |                    |  |
| 2007 | (1) Arizona (90-72)        | (4) Colorado (90-73)      | San Diego (89-74)     | LA Dodgers (82-80)    | San Francisco (71-91) |                        |                    |  |
| 2008 | (3) LA Dodgers (84-78)     | Arizona (82-80)           | Colorado (74-88)      | San Francisco (72-90) | San Diego (63-99)     |                        |                    |  |
| 2009 | (1) LA Dodgers (95-67)     | (4) Colorado (92-70)      | San Francisco (88-74) | San Diego (75-87)     | Arizona (70-92)       |                        |                    |  |
| 2010 | (2) San Francisco (92-70)  | San Diego (90-72)         | Colorado (83-79)      | LA Dodgers (80-82)    | Arizona (65-97)       |                        |                    |  |
| 2011 | (3) Arizona (94-68)        | San Francisco (86-76)     | LA Dodgers (82-79)    | Colorado (73-89)      | San Diego (71-91)     |                        |                    |  |
| 2012 | (3) San Francisco (94-68)  | LA Dodgers (86-76)        | Arizona (81-81)       | San Diego (76-86)     | Colorado (64-98)      |                        |                    |  |
| 2013 | (3) LA Dodgers (92-70)     | Arizona (81-81)           | San Diego (76-86)     | San Francisco (76-86) | Colorado (74-88)      |                        |                    |  |
| 2014 | (2) LA Dodgers (94-68)     | (5) San Francisco (88-74) | San Diego (7-85)      | Colorado (66-96)      | Arizona (64-98)       |                        |                    |  |
| 2015 | (2) LA Dodgers (92-70)     | San Francisco (84-78)     | Arizona (79-83)       | San Diego (74-88)     | Colorado (68-94)      |                        |                    |  |
| 2016 | (3) LA Dodgers (91-71)     | (5) San Francisco (87-75) | Colorado (75-87)      | Arizona (69-93)       | San Diego (68-94)     |                        |                    |  |
| 2017 | (1) LA Dodgers (104-58)    | (4) Arizona (93-69)       | (5) Colorado (87-75)  | San Diego (71-91)     | San Francisco (64-98) |                        |                    |  |
| 2018 | (2) LA Dodgers (92-71)     | (5) Colorado (97-72)      | Arizona (82-80)       | San Francisco (73-89) | San Diego (66-96)     |                        |                    |  |
| 2019 | (1) LA Dodgers (106-56)    | Arizona (85-77)           | San Francisco (77-85) | Colorado (71-91)      | San Diego (70-92)     |                        |                    |  |
| 2020 : En raison de la pandémie de COVID-19, la saison a été raccourcie à 60 matchs. Les séries éliminatoires ont été étendues à huit équipes et les wild cards ont été joués au meilleur des trois matchs.                                                                     |                            |                           |                       |                       |                       |                        |                    |  |
| 2020 | (1) LA Dodgers (43-17)     | (4) San Diego (37-23)     | San Francisco (29-31) | Colorado (26-34)      | Arizona (25-35)       |                        |                    |  |
| 2021 | (1) San Francisco (107-55) | (4) LA Dodgers (106-56)   | San Diego (79-83)     | Colorado (74-87)      | Arizona (52-110)      |                        |                    |  |
| 2022 | (1) LA Dodgers (111-51)    | (5) San Diego (89-73)     | San Francisco (81-81) | Arizona (74-88)       | Colorado (68-94)      |                        |                    |  |
| 2023 | (2) LA Dodgers (100-62)    | (6) Arizona (84-78)       | San Diego (82-80)     | San Francisco (79-83) | Colorado (59-103)     |                        |                    |  |
| 2023 | (1) LA Dodgers (98-64)     | (4) San Diego (93-69)     | Arizona (89-73)       | San Francisco (80-82) | Colorado (61-101)     |                        |                    |  |